# Dalil Boubakeur
Dalil Boubakeur (in arabo دليل بوبكر‎?; Skikda, 2 novembre 1940) è un medico francese di origine algerina e Rettore della Grande Moschea di Parigi dal 1992 al 2020.
Figlio di Si Hamza Boubakeur, già Rettore della Grande Moschea di Parigi, lascia la natìa Algeria francese, dove ha trascorso l'infanzia, per raggiungere con la sua famiglia la Francia metropolitana nel 1957, in occasione della guerra d'Algeria. Prosegue qui la sua formazione scolastica e s'iscrive alla Facoltà di Medicina di Parigi, laureandosi ed entrando a lavorare nell'ospedale della Pitié-Salpêtrière. In seguito diventa docente nella Facoltà di Medicina di Paris-Créteil, del Kremlin-Bicêtre e della stessa Pitié-Salpêtrière. È componente del Consiglio dell'ordine dei medici di Parigi fin dal 1977. È stato rettore della Grande Moschea di Parigi dal 1992 al 2020 e sostenitore dell'UOIF.
Nell'aprile del 2003, diventa presidente del Consiglio nazionale del culto musulmano, creato per volontà dell'allora ministro degli Interni Nicolas Sarkozy. È stato rieletto nella carica nell'aprile del 2005 e, al termine del mandato, ne diventa vicepresidente.

## Controversie
In quanto convinto sostenitore di un islam «integrato» nella società francese, è criticato dai circoli fondamentalistici che gli rimproverano fra l'altro di intrattenere buone relazioni col potere militare algerino e con gli ambienti laici. È stato anche criticato dai musulmani francesi per aver giustificato il «massacro israeliano» di Gaza del gennaio del 2009 e per non aver in alcun modo difeso la causa dei Palestinesi in tale occasione. D'altra parte, le sue posizioni contro la venuta in Francia di Salman Rushdie nel 1996 e in occasione della questione delle vignette caricaturali su Maometto  hanno sollevato la disapprovazione dei circoli laici francesi.
È stato infine attaccato per il suo immediato sostegno dato al ministro degli Interni francese, Brice Hortefeux, che aveva pronunciato una frase ritenuta razzista da numerose associazioni dei diritti dell'Uomo, e quindi condannata dalla giustizia.